# Eriopyga renalba
Eriopyga renalba là một loài bướm đêm trong họ Noctuidae.